# Аметистов, Тихон Александрович
Ти́хон Алекса́ндрович Амети́стов (27 октября 1884, Санкт-Петербург — 28 декабря 1941, Париж) — общественный и церковный деятель русской эмиграции, участник Белого движения, полковник.

## Биография
Окончил Вторую Санкт-Петербургскую гимназию и Санкт-Петербургскую духовную академию в 1905 году со степенью кандидата богословия.
Затем перешёл на военную службу. Окончил Николаевское кавалерийское училище. С 1910 года — подпоручик 10-й артиллерийской бригады.
В 1912 году поступил в Николаевскую военную Академию Генерального штаба; окончил лишь два класса; в 1914 году ушёл на фронт.
Служил штаб-ротмистром Крымского конного Его Величества полка. С 16 июля 1916 года — старший адъютант штаба 9-й кавалерийской дивизии. В мае 1917 года награждён орденом Святого Георгия IV класса.
Участвовал в Гражданской войне. Начальник разведывательного отделения штаба Крымско-Азовской добровольческой армии (1918), а затем Третьего армейского корпуса. дослужился до полковника.
В 1919—1920 годы — секретарь Высшего Церковного Управления на Юго-Востоке России.
В 1920 году эмигрировал в Сербию через Константинополь.
В 1920—1922 годы — управляющий делами ВЦУ за границей. Жил в Германии, затем переехал во Францию.
Читал лекции по патрологии на Высших православно-богословских курсах в Париже, действовавших февраля до лета 1921 года.
С 1922 года — секретарь епархиального управления при митрополите Евлогии (Георгиевском) в Берлине, в 1923 году вместе с митрополитом Евлогием переехал в Париж. Член церковно-приходского совета Церкви святого Александра Невского в Париже.
В 1924—1925 года член Комитета по сооружению Сергиевского подворья в Париже. В 1925 году — член Учредительного комитета Свято-Сергиевского православного богословского института в Париже.
5 февраля 1931 года как секретарь Епархиального управления Западно-Европейской епархии сопровождал митрополита Евлогия (Георгиевского) во время его встречи с Патриархом Фотием II в Стамбуле.
22 июня 1941 года был арестован немецкими властями и заключён на несколько месяцев в лагерь Компьен.
Скончался 28 декабря 1941 года в Париже вскоре после освобождения. Похоронен на кладбище Сент-Женевьев-де-Буа под Парижем.